# Choana

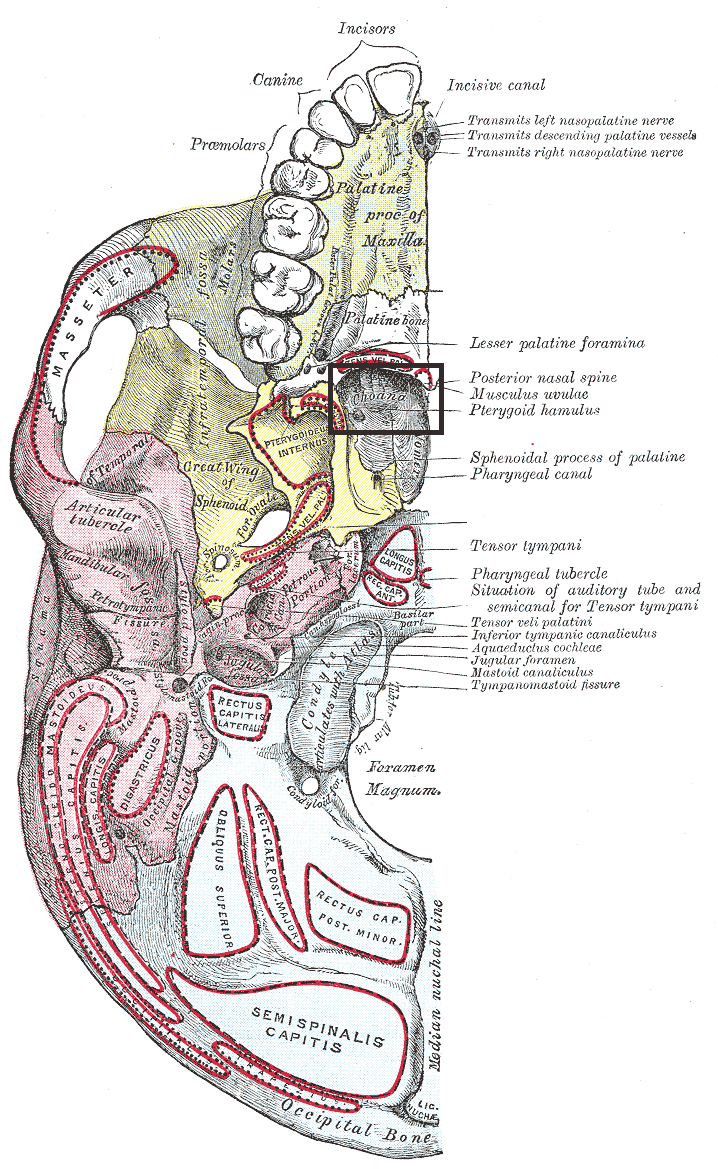
A koponya alulról (a fekete téglalap jelöli a choanákat)

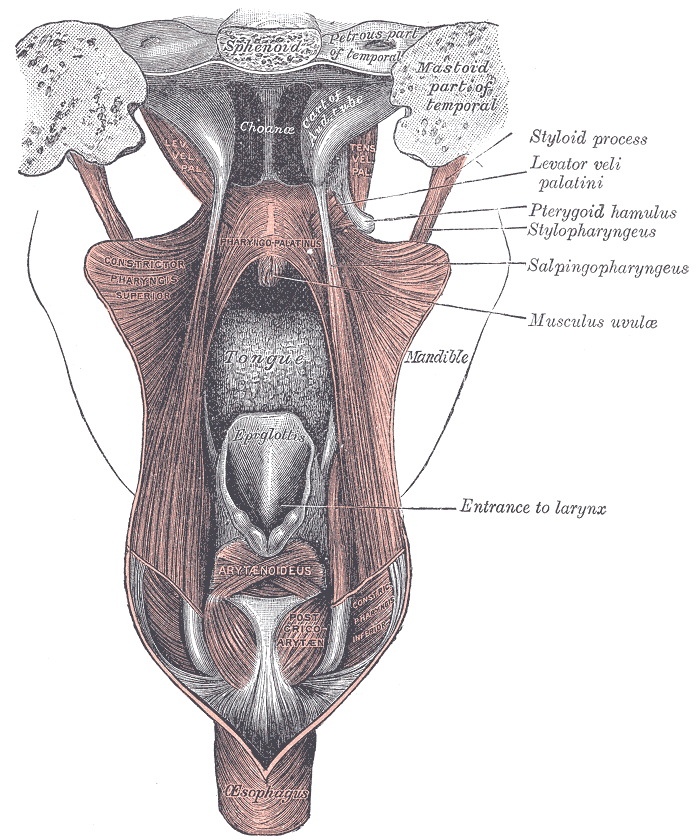
A szájpad izmai hátulról (a choanák a sphenoid (os sphenoidale/ékcsont) és a pharyngo-palatinus (musculus palatopharyngeus) között láthatóak).

A choana (tsz. choanae, χοᾰ́νη=tölcsér) az orrüregnek (cavum nasi) a garat (pharynx) felé néző nyílása.
A choanát a medálisan elhelyezkedő ekecsont (vomer)  két részre osztja (choanae). Az orrüreg és a garat felső, orri (nasus) szakasza (pars nasalis pharyngis/nasopharynx/epipharynx) közötti nyílás. Ennek következtében ez nem egy struktúra.

## Határai
- Elölről és alulról az os palatinum vízszintes lemeze (lamina horizontalis).
- Felülről és hátulról az ékcsont (os sphenoidale).
- Oldalról/laterálisan az ékcsont röpnyúlványának mediális lemeze (proc. pterygoideus, lamina medialis).
- Középen/mediálisan a choanát két részre osztó vomer.